# Credito
Il credito, in diritto, indica la situazione giuridica soggettiva attiva del rapporto obbligatorio, ossia il diritto del creditore all'esecuzione della prestazione dovuta dal debitore per effetto del debito da questi contratto. 
Il diritto di credito (o diritto di obbligazione) fa parte della categoria del diritto soggettivo relativo quale posizione di spettanza giuridica correlativa all'altrui obbligo. Esso si caratterizza per la sua relatività e patrimonialità e non si acquista mai a titolo originario, ma solo a titolo derivativo. Siccome è un diritto relativo, è opponibile solo nei confronti del debitore e gode di una difesa relativa in quanto, se viene violato per insolvenza, il creditore può fare causa solo al debitore; i diritti assoluti invece godono di una difesa assoluta. In caso di decesso del debitore, il diritto di credito non si estingue ma viene ereditato in base al contenuto del testamento. Nell'ambito economico e sociale, il ricorso al credito è una situazione piuttosto diffusa e comune per famiglie e imprese ed è gestito in massima parte attraverso il sistema creditizio o bancario che è un sottosistema del sistema economico.

## Trattamento dei crediti inesigibili
I crediti che le banche o altre imprese ritengono inesigibili devono essere cancellati dall'attivo di bilancio. Ciò da un lato riduce gli utili che emergono dal bilancio, ma evita anche di pagare tasse su entrate mancanti.
La normativa contabile non obbliga a evidenziare in nota integrativa, laddove è significativa la percentuale e la probabilità di sofferenza su crediti a 12 mesi:
- massimali ed estremi identificativi (compagnia e numero di polizza) delle eventuali coperture assicurative;
- esposizione per anticipi su fatture dei clienti, verso istituti di credito (risconti salvo buon fine), o verso società di leasing/factoring (per cessioni pro soluto).

Nel caso delle banche il rapporto sofferenze/impieghi, ovvero fra crediti ritenuti inesigibili e prestiti totali concessi, è un indicatore di solvibilità patrimoniale fondamentale per la comunità finanziaria nel rating dei titoli bancari. Le banche sono fra i titoli a maggior capitalizzazione nel 2005 al MIBtel. Un valore tipico dell'indicatore è intorno al 2%. È importante anche confrontare il valore totale delle sofferenze con il patrimonio (equity) della banca.
Talora più del 50% dei crediti inesigibili viene ceduto pro soluto (ovvero definitivamente) a società autorizzate. In questo modo la banca riottiene la somma prestata e non deve ridurre i crediti e gli utili di bilancio. Queste società spesso sono banche straniere con maggior patrimonio da contrapporre alle "sofferenze" o società istituite ad hoc dalla banca cedente che ne detiene il 20% del capitale sociale. Nell'ultimo modo l'insofferenza è "scaricata" sul bilancio di un'altra società della quale la banca detiene il controllo con la maggioranza relativa delle quote azionarie (e nella quale espone solo una parte del proprio capitale anziché la totalità del capitale sociale).

## Credito deteriorato
Si tratta di crediti per cui la riscossione è incerta e possono venir classificati come:

### Crediti in sofferenza
Si definiscono crediti in sofferenza quei crediti bancari la cui riscossione non è certa (per le banche e gli intermediari finanziari che hanno erogato il finanziamento) poiché i soggetti debitori si trovano in stato d'insolvenza (anche non accertato giudizialmente) o in situazioni sostanzialmente equiparabili.

#### Pratiche di gestione
Le banche e gli intermediari finanziari devono informare per iscritto il cliente e gli eventuali coobbligati (ad esempio i garanti) la prima volta che lo segnalano a "sofferenza". Si prescinde, pertanto, dall'esistenza di eventuali garanzie (reali o personali) poste a presidio dei crediti. Sono escluse le posizioni la cui situazione di anomalia sia riconducibile a profili attinenti al rischio-paese. La classificazione di un credito tra quelli in "sofferenza" implica una valutazione da parte dell'intermediario della situazione finanziaria del cliente che equipari il soggetto a uno stato di insolvenza. La “sofferenza” non va confusa con un semplice ritardo del cliente nei pagamenti all'intermediario, in quanto il ritardo nei pagamenti non è una condizione sufficiente per la segnalazione a "sofferenza" alla Centrale dei Rischi o nel bilancio dell'intermediario finanziario.

### Crediti incagliati
I crediti incagliati rappresentano delle esposizioni nei confronti di soggetti in situazione di difficoltà obiettiva, ma temporanea. A differenza delle sofferenze pertanto gli incagli rappresentano dei crediti che in un congruo periodo di tempo si suppongono recuperabili. In una scala del rischio dunque gli incagli si pongono un gradino al di sotto delle sofferenze e richiedono pertanto accantonamenti inferiori nelle riserve contro il rischio.

### Esposizioni ristrutturate
Un altro genere di crediti deteriorati è costituito dalle esposizioni ristrutturate. Si tratta in genere di esposizioni che una banca (da sola o in pool) modifica cambiando le condizioni contrattuali e subendo una perdita. Il cambiamento è dettato da un deterioramento delle condizioni finanziarie del debitore e può risolversi, per esempio, in un riscadenzamento del debito.

### Esposizioni scadute
Un altro tipo di credito deteriorato è costituito dalle esposizioni scadute e/o sconfinanti: si tratta in genere di esposizioni che non risultano inquadrabili nelle categorie precedenti e risultano non onorate da oltre 180 giorni. Per alcuni crediti di questo tipo le disposizioni di Vigilanza fissano in 90 giorni soltanto il termine massimo.